# 天津向のためになるらじお
『天津向のためになるらじお』（てんしんむかいのためになるらじお）は、隔週木曜日19時に音泉より配信されていたラジオ番組。

## 概要
2019年10月10日より配信開始。パーソナリティの一人である天津向は、番組開始の前年、音泉で特番「天津向のアニメここまで言って委員会」を担当していた。また、2018年度の第5回アニラジアワード（2019年3月15日開催）において、「本渡楓と天津向の『本渡上陸作戦』」（超!A&G+）で「BEST BENEFIT RADIO ためになるラジオ賞」を受賞していた。それに絡めた番組タイトルとなっている。
パーソナリティが、声優や業界関係者のゲストも交えながら、アニメやゲームと関連した「ためになる情報」をリスナーに楽しく届ける番組、をコンセプトとする。天津向、洲崎綾、南早紀が出演する前半パート（通常パート）、天津向、歩サラが出演する後半パート（大人パート、「大人のためになるらじお」）からなる。大人パートでは、「ちょっとエッチなためになる情報」を提供する。第37回配信（2021年3月11日）から、音泉プレミアムサポーター（有料会員）向けの「おまけコーナー」の配信が開始された。
2020年6月から2021年1月まで、アニプレックスエグゼがスポンサーを務めた（パーソナリティの一人である南早紀が同社から発売された「徒花異譚」に出演していた）。2022年10月から2023年1月まではRadiotalkがスポンサーとなり、通常パートの収録が配信週の火曜日にRadiotalk上の生配信で行われた（12月13日からは大人パートも音泉配信用とは別にRadiotalk限定版として生配信を開始）。また、2020年10月からはKomifloが大人パートのスポンサーを務めている。
2019年度の第6回アニラジアワード（2020年3月6日開催）において、「BEST SEXY RADIO えっちなラジオ賞」を受賞。

## パーソナリティ
- 向清太朗（天津）
- 洲崎綾（通常パート）
- 南早紀（通常パート）
- 歩サラ（大人パート）

## ゲスト
以下、特に記述のない限り、通常パートに出演。所属は番組出演時のもの。
- 第1回（2019年10月10日） - 野島鉄平（ポニーキャニオン）、藤田茜、古賀葵（電話出演）
- 第2回（2019年10月24日） - 太田（NBCユニバーサル）[6]
- 第3回（2019年11月7日） - 相川、萩原（アニプレックス）[7]
- 第5回（2019年12月5日） - 前田（毎日放送）、熊谷健太郎（大人パートにも出演）[8]
- 第6回（2019年12月19日） - 内田彩[9]
- 第7回（2020年1月16日） - 本渡楓[10]
- 第8回（2020年1月30日） - 村上謙三久[11]
- 第9回（2020年2月13日） - 鷲崎健（大人パートにも出演）[12]、五十嵐（アニプレックスエグゼ）
- 第11回（2020年3月12日） - 湯地（DMM GAMES、大人パートに出演）[13]
- 第12回（2020年3月26日） - 渡航[14]
- 第13回（2020年4月9日） - 古賀葵、田中（アニプレックス）[15]
- 第18回（2020年6月18日） - 赤尾ひかる[16]
- 第20回（2020年7月16日） - 伊藤美来[17]
- 第32回（2020年12月31日） - 鷲崎健（大人パートにも出演）、駒形友梨[18] ※公開収録回
- 第35回（2021年2月11日） - 桜野羽咲、空野青空（ARCANA PROJECT）[19]
- 第41回（2021年5月6日） - 熊田茜音[20]
- 第42回（2021年5月20日） - 高尾奏音[21]
- 第43回（2021年6月3日） - 篠原侑[22] ※公開収録回
- 第44回（2021年6月17日） - 天津木村（大人パートにも出演）[23]
- 第45回（2021年7月1日） - 五十嵐（アニプレックス）[24]
- 第46回（2021年7月15日） - 藤田茜[25]
- 第47回（2021年7月29日） - 木下麦、伊藤（ポニーキャニオン）[26]
- 第49回（2021年8月26日） - 天海由梨奈、向井莉生[27]、餅月ひまり（大人パートに出演）[28]
- 第50回（2021年9月9日） - 飯塚麻結（DIALOGUE+）[29]
- 第51回（2021年9月23日） - 青木隆夫（Studio五組）[30]
- 第61回（2022年2月10日） - 蛍火之[31]
- 第63回（2022年3月10日） - 飯田里穂[32]
- 第64回（2022年3月24日） - 大嶺ケイシロウ（コメットパンチ、おまけに出演）[33]
- 第69回（2022年6月2日） - 大嶺ケイシロウ（コメットパンチ、おまけに出演）
- 第72回（2022年7月14日） - 大嶺ケイシロウ（コメットパンチ）
- 第73回（2022年7月28日） - 大森日雅[34]
- 第74回（2022年8月11日） - 五十嵐（アニプレックス）[35]
- 第75回（2022年8月25日） - 田野アサミ[36]
- 第76回（2022年9月8日） - 天麻ゆうき[37]
- 第88回（2023年2月23日） - 藤田茜、鈴木崚汰[38]
- 第91回（2023年4月6日） - 遠藤璃菜[39]
- 第94回（2023年5月18日） - 餅月ひまり（大人パートに出演）[40]
- 第101回（2023年8月24日） - とら婚尾形[41]
- 第103回（2023年9月21日） - 綾音まこ、青木佑磨（大人パートに出演）[42]
- 第104回（2023年10月5日） - 長縄まりあ[43]
- 第107回（2023年11月16日） - 三葉海緒（太陽と踊れ月夜に唄え）[44]
- 第108回（2023年11月30日） - 須藤叶希[45]
- 第111回（2024年1月11日） - 三波春香、小川華果（IBERIs&）[46]
- 第112回（2024年2月8日） - アポロン山崎[47]

## イベント・特別配信
- グレパラジオ・ためらじ・だれ？らじ 合同オンライン公開録音[48]
  - 開催日 - 2020年12月5日
  - 会場 - 科学技術館サイエンスホール（無観客開催）
- 天津向のためになるラジオ 「＜音泉＞祭り2021春～UPDATE～ 」開催記念！公開生収録[49]
  - 開催日 - 2021年6月1日
  - 媒体 - ニコニコ生放送、YouTube
  - ゲスト - 篠原侑
- グレパラジオ・ためらじ・ことパン 合同イベント[50]
  - 開催日 - 2021年10月30日
  - 会場 - 柏市民文化会館大ホール
  - ゲスト - 餅月ひまり（大人パート）
- 天津向のためになるらじお〜推しは推せるときに推せ！〜[51]
  - 開催日 - 2024年2月11日
  - 会場 - 科学技術館サイエンスホール
  - ゲスト - 長縄まりあ、石見舞菜香（ともに第2部のみ）